# 5269 Паустовський
5269 Паустовський (5269 Paustovskij) — астероїд головного поясу, відкритий 28 вересня 1978 року.
Тіссеранів параметр щодо Юпітера — 3,631.